# Диплококи

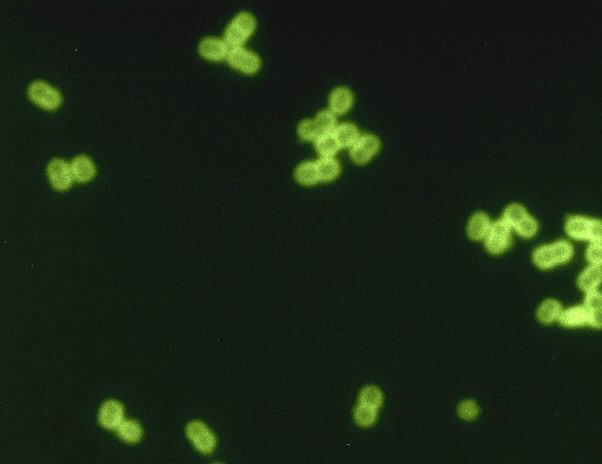
Диплококи Streptococcus pneumoniae під мікроскопом; видні подвійні бактеріальні клітини

Диплококи — сферичні бактерії (коки) що звичайно зустрічаються парами з двох зв'язаних клітин. Приклади: Streptococcus pneumoniae, Neisseria gonorrhoeae та Neisseria meningitidis.
Раніше визнавали рід Diplococcus, але в другій половині XX століття його перейменували на Streptococcus. Рід назвали за морфологією подвійних клітин, хоча вже на той час були відомі диплококи, що не входили до роду.